# 圣巴西莱
圣巴西莱（義大利語：San Basile），是意大利科森扎省的一个市镇。总面积18平方公里，人口1098人，人口密度61.0人/平方公里（2009年）。ISTAT代码为078111。